# Альцина
«Альцина» (итал. Alcina) — опера-сериа в 3-х актах на итальянском языке, созданная Генделем в 1735 году.
Опера создана по либретто оперы Риккардо Броски «Остров Альцины», поставленной в 1728 году в Риме. Гендель приобрёл либретто годом позднее, во время путешествия по Италии. Сюжет взят из героической поэмы «Неистовый Роланд» пера Ариосто (так же, как и сюжеты ещё двух опер Генделя — «Орландо» и «Ариодант»). Сюжет оригинального либретто (которое приписывается Антонио Фандзалье) был несколько изменён для лучшего восприятия.  

## История создания и постановок
Гендель написал «Альцину» для своего первого сезона в лондонском театре Ковент-Гарден (через девять лет после того, как приехал в Англию). Премьера прошла с оглушительным успехом: публика была в восторге как от музыки, так и от оформления — костюмов и декораций. Гендель считал «Альцину» одним из лучших своих произведений. Неоспоримым достоинством он считал непохожесть отрицательных персонажей друг на друга.
Опера содержит несколько музыкальных вставок, предназначенных для балетных выходов, постановка которых осуществлялась ярчайшей танцовщицей своего времени — француженкой Мари Салле, которая в то время работала в Лондоне. Наряду с другими произведениями Генделя в жанре опера-сериа, «Альцина» была незаслуженно забыта. Прошло долгих 190 лет, прежде чем «Альцина» вновь была поставлена в Лейпциге.

## Сюжет
Волшебница Альцина (сопрано) — правительница одинокого острова посреди бурного океана. Всякого рыцаря, попавшего на остров, Альцина своими чарами превращает в чудовище. Однако, полюбив рыцаря Руджеро (контртенор), волею судеб занесенного на остров гиппогрифом, Альцина оставляет тому человеческий облик. Вверившись волшебству Альцины, Руджеро забывает свою невесту Брадаманту.
Брадаманта (контральто) же не из тех женщин, что годами согласны ждать своего возлюбленного. Переодевшись в своего родного брата Риккьярдо, она отправляется на поиски Руджеро вместе со своим учителем и опекуном чародеем Мелиссо (бас). С ними также юноша Оберто (детское сопрано), надеющийся отыскать своего пропавшего без вести отца - рыцаря по имени Астольф.
К несчастью, корабль их тонет перед самым островом Альцины. Сестра Альцины Моргана (сопрано) с первого взгляда влюбляется в лже-Риккьярдо. Военачальник Оронт (тенор), влюбленный в Моргану, воспылав ревностью, рассказывает Руджеро, будто бы Альцина тоже любит "Риккьярдо". Несмотря на все старания Мелиссо и Брадаманты объяснить Руджеро, кто спрятан под костюмом Риккьярдо, тот отказывается им верить.
Мелиссо вручает Руджеро волшебный перстень, надев который, рыцарь освобождается от колдовских чар Альцины и видит остров таким, какой он есть - пустыню, населенную чудовищами. Пожелав увидеть забытую им невесту, он встречает Брадаманту. Поняв все, Руджеро хочет покинуть остров. Альцина в ярости и хочет превратить Руджеро в чудовище, но рыцарю удается охладить её пыл.
По-настоящему полюбив, Альцина теряет волшебную силу. Её пленники получают свободу, чудовища превращаются обратно в рыцарей, Оберто находит своего отца, а Руджеро воссоединяется со своей возлюбленной Брадамантой.